# وزارت دفاع نروژ
وزارت دفاع نروژ (نروژی: Det kgl. Forsvarsdepartement) از وزارتخانه‌های دولت نروژ است، که در سال ۱۸۱۴ تأسیس شد. هم‌اکنون اود راجر انوکسن به‌عنوان وزیر دفاع نروژ فعالیت می‌کند.
وزارت دفاع یک وزارتخانه دولتی نروژ است که مسئول تشکیل و اجرای سیاست امنیت ملی و دفاعی و مدیریت و کنترل کلی فعالیت‌های سازمان‌های تابعه است. این وزارتخانه در گلاسیسگاتا ۱، اسلو، در داخل آکرشوس فستنینگ واقع شده است. این وزارتخانه گروه بزرگی از سازمان‌های مرتبط با دفاع را کنترل می‌کند، که نباید با وزارت امور خارجه که تمام سازمان‌های مرتبط با اطلاعات در کشور را کنترل می‌کند، مرتبط باشند.